# Пихтла (општина)
Општина Пихтла (ест. Pihtla vald) рурална је општина у јужном делу округа Сарема на западу Естоније.
Општина обухвата централни и јужни део острва Сареме и заузима територију површине 228,11 km2. Граничи се са општинама Ваљала на истоку, Лејси на северу и Лане-Саре на западу.
Према статистичким подацима из јануара 2016. на територији општине живело је 1.392 становника, или у просеку око 6,1 становника по квадратном километру.
Административни центар општине налази се у селу Пихтла у ком живи 110 становника.
На територији општине налази се 41 село. 